# Pere Casals i Lezcano
Pere Casals i Lezcano (Barcelona, 18 de juny de 1959) és un polític de Convergència Democràtica de Catalunya.

## Biografia
Ha treballat per a una empresa dedicada a subministrar aparells tecnològics per a indústria pesant. Militant de Convergència Democràtica de Catalunya des de l'any 1978, fou membre fundador de la Joventut Nacionalista de Catalunya (JNC) el 1980, màxim responsable d'aquesta organització a les comarques gironines (1980-1985) i Cap de Gabinet del Delegat del Govern de la Generalitat a Girona (1981-1984). També ha estat congressista del Congrés de Cultura Catalana i membre del Consell de Joventut de Girona de 1982 a 1984.
Fou elegit diputat al Parlament de Catalunya a la II (1984-1988) i III (1988-1992) legislatures, per la circumscripció de Girona, Secretari de la Comissió d'Economia i Finances del Parlament de Catalunya (1984-1992), així com responsable de política municipal al territori de Girona de CiU, responsable comarcal (CDC), responsable nacional de joventut (CDC) i membre del Comitè Executiu Nacional, entre altres càrrecs. Fou membre del Consell Assessor Nacional de CDC fins a la dissolució del partit.
Participà activament en diverses associacions i moviments europeistes amb motiu de la integració de nous Estats a la Unió Europea. El 1992 abandonà la política i treballa com a gerent a Middle Europe United Exhibitions, assessorant empreses i institucions en la implementació de projectes museogràfics i expositius.